# Esoreattore

Schema di turboventola ad alto rapporto di diluizione.

Il termine esoreattore indica l'insieme dei motori a getto  che utilizzano l'aria ambiente come comburente, spesso usato come propulsore negli aeroplani.
È cosiddetto perché, a differenza degli altri motori a getto quali gli endoreattori, per funzionare ha bisogno di aria o di un equivalente fluido esterno.

## Funzionamento
Il principio di funzionamento di tutti i motori a getto è essenzialmente lo stesso: essi accelerano una massa (formata da aria e prodotti della combustione) in una direzione e per il terzo principio della dinamica viene prodotta una spinta nella direzione opposta.
L'aria viene aspirata dal motore frontalmente ed entra (eventualmente) in un compressore che la porta alla pressione voluta. Successivamente entra nella camera di combustione dove si miscela con il combustibile atomizzato e avviene dunque la combustione con incremento di temperatura e pressione. La massa dei gas combusti entra quindi generalmente in una turbina dove viene espansa (generando inoltre l'energia necessaria al funzionamento del compressore). Infine, ad una pressione maggiore di quella esterna, l'aria e i prodotti della combustione completano l'espansione negli ugelli e vengono espulsi verso l'esterno generando la spinta necessaria.
Il campo di applicazioni di questi motori è estremamente vasto, con particolare diffusione nel campo della propulsione aeronautica, in diversi campi delle propulsione navale e nella generazione di energia nelle centrali elettriche. In particolare, quando applicato ad aeroplani, il motore a getto risulta maggiormente efficiente per alte velocità e quota di volo; per aerei più lenti o per tratte più corte diventano più convenienti i motori di concezione "mista" (turboelica o turboprop) in cui la turbina aziona anche un'elica che funge da organo propulsore. Aerei ancora più piccoli utilizzano dei tipici motori a pistoni con propulsione ad elica.
È importante notare che il motore a getto riunisce in sé il sistema motore che trasforma l'energia chimica del carburante in una forma utile per la propulsione ed il sistema propulsivo costituito dal getto che fuoriesce dall'ugello di scarico. Tali elementi sono separati nei sistemi con motore alternativo o turboprop. Infatti in entrambi i casi il propulsore è costituito da un'elica: nel primo caso mossa direttamente o tramite una scatola ingranaggi dall'albero motore e nel secondo sempre da una scatola ingranaggi che riduce i giri di un albero turbina. Le eliche hanno una efficienza propulsiva migliore dei motori a getto perché accelerano grandi masse d'aria a velocità relativamente basse ma il loro rendimento decresce rapidamente quando le estremità delle pale divengono soniche o supersoniche (la velocità della pala è data dalla somma vettoriale tra la velocità del velivolo e la velocità tangenziale della pala; per cui all'aumentare della velocità del velivolo le possibilità di impiego dell'elica si riducono). Per aumentare l'efficienza dei motori a getto (detti anche turbojet o turbogetti) sono stati progettati i turbofan.

## Storia
Fin dall'inizio della storia dell'aeroplano, il motore alternativo a pistoni, nelle sue differenti forme (motore stellare, motore in linea, a V) è stato l'unico tipo di motore disponibile per il progettista aeronautico. Ciò era comprensibile finché basse performance potevano essere considerate accettabili, se non inevitabili. Tuttavia, all'incirca verso la fine degli anni trenta si cominciò a comprendere che, concettualmente, il motore alternativo poneva esso stesso delle limitazioni alle prestazioni che era possibile raggiungere. Tale limite era essenzialmente legato all'efficienza del propulsore (l'elica), che raggiungeva valori di picco con l'approssimarsi della velocità radiale delle pale a valori supersonici. Ovviamente per superare tale barriera tecnologica risultava necessario un cambiamento radicale del motore a pistoni oppure l'introduzione di una tecnologia completamente nuova. Il motore a getto rappresentò in quel periodo appunto quella "nuova tecnologia" che permise all'ingegneria aeronautica di fare un balzo in avanti forse paragonabile a quello dei fratelli Wright.
I primi tentativi di attrezzare un aeroplano con un motore a getto si basarono essenzialmente su delle concezioni di motore "ibrido", in cui una sorgente meccanica esterna (tipicamente un motore alternativo) muoveva il compressore e, a valle di tale compressione, avveniva la miscelazione con il combustibile, la combustione e quindi l'espansione nell'ugello. Un prototipo "volante" con questa concezione fu l'aereo italiano Campini-Caproni C.C.2 progettato dall'ingegnere Secondo Campini sul finire degli anni '30 e che fece il suo primo volo il 27 agosto del 1940.
Questo tipo di motore (ideato già da Henri Coandă nel 1910) viene generalmente detto, secondo la nomenclatura scelta dallo stesso Campini, termogetto o, più propriamente motoreattore. Il termogetto comunque, dopo le prime applicazioni pionieristiche, non ebbe successo a causa dell'elevata complessità costruttiva e delle prestazioni non elevate.
L'idea di un motore a turbina non fu un'idea del nostro secolo, la paternità deve essere attribuita all'inglese John Barber nel 1791.
La chiave di volta nell'utilizzo del motore a getto fu in effetti l'utilizzo della turbina a gas all'interno del motore stesso, usata per produrre l'energia necessaria a muovere il compressore. La prima turbina a gas di questo tipo fu costruita nel 1903 dall'ingegnere norvegese Ægidius Elling. Diversi problemi, dal punto di vista tecnologico e, in particolare modo, di sicurezza e di resistenza dei materiali, non permisero tuttavia, per lungo tempo, di avviare una produzione non prototipale di tali motori.
Il 16 gennaio 1930, in Gran Bretagna, Frank Whittle ottenne un primo brevetto per un motore a getto per aeroplano. Nel 1935 Hans von Ohain, in Germania, cominciò a lavorare ad un progetto simile, molto probabilmente all'oscuro dei lavori quasi contemporanei di Whittle.
Ohain contattò Ernst Heinkel, uno dei maggiori industriali aeronautici dell'epoca, che immediatamente vide le prospettive del progetto. Heinkel aveva recentemente acquistato la fabbrica di motori Hirth e Ohain, e il suo capomeccanico Max Hahn, furono messi a capo di una nuova divisione della Hirth. 
Il loro primo motore HeS 1 era in funzione nel settembre 1937. A differenza del progetto di Whittle, Ohain utilizzò l'idrogeno, al quale attribuì i successi iniziali, come combustibile. I progetti successivi culminarono nel motore HeS 3 che forniva 498 kg (5 kN  - 1,100 lb) di spinta, primo turboreattore della storia. Alimentato a benzina venne portato in volo sull'Heinkel He 178, un velivolo molto semplice e compatto, partendo dall'aeroporto di Marienehe il 27 agosto del 1939 con ai comandi il pilota Erich Warsitz, un tempo brevissimo per lo sviluppo. Fu questo velivolo il primo aereo jet del mondo.
In Inghilterra Whittle si scontrava con il problema di reperire fondi per la ricerca mentre il Ministero dell'Aviazione, alle prese con problemi più pressanti, ignorava il suo lavoro. Usando fondi privati Whittle riuscì a far funzionare un motore sperimentale nel 1937, ma questo era molto grande e non poteva essere utilizzato su di un velivolo. Per il 1939 il lavoro era avanzato e il motore cominciò ad apparire utilizzabile. In questo momento la Power Jets Ltd. cominciò a ricevere i fondi dal Ministero. Nel 1941 era stata realizzata una versione volante del motore che venne chiamata W.1. Il W.1 forniva 453 kg (1,000 lb - 4 kN) di spinta e venne montato su un Gloster E28/39 che volò nel maggio 1941.
Il problema principale di entrambi questi due progetti iniziali, che vennero denominati motori a compressore centrifugo, era dato dal notevole ingombro trasversale del compressore, che, di fatto, imponeva l'installazione del motore all'interno della fusoliera. Il vantaggio rispetto ai motori con compressore assiale era dato dalla maggior esperienza accumulata nello studio dei turbocompressori, e quindi in soluzioni tecnologiche relativamente mature per l'applicazione aeronautica. Un altro vantaggio di questa configurazione era dato dalla maggiore resistenza del motore nel caso si verificassero ingestioni di oggetti estranei - Foreign Object Damage in termini aeronautici). Inoltre, sebbene la sezione del motore fosse rilevante, la sua lunghezza era molto ridotta, vantaggio da non sottovalutare.
Anselm Franz ingegnere della Jumo (Junkers Motoren), la divisione della Junkers che si occupava dei motori, si applicò per impiegare un compressore assiale al posto di quello centrifugo. In questa configurazione per comprimere l'aria viene posto in rapida rotazione un disco palettato (rotore) seguito da una sezione con palette fisse (statore). L'accoppiamento di un rotore con uno statore è chiamato stadio. Il rapporto di compressione di uno stadio di compressore assiale è molto inferiore a quello di un compressore centrifugo, ma ponendo diversi stadi di compressore assiale in serie uno di seguito all'altro è possibile ottenere il rapporto di compressione richiesto, con il vantaggio di avere una sezione frontale assai ridotta, a parità di rapporto di compressione e portata rispetto ad un compressore centrifugo.
Lo Junkers Jumo 004 rappresentò il primo motore assiale ad entrare in servizio operativo essendo montato, in coppia, sul caccia Messerschmitt Me 262, utilizzato dai tedeschi, in numeri ridotti, nella fase finale della seconda guerra mondiale. Dopo il conflitto il caccia e il suo motore verranno estensivamente studiati dagli alleati.
I motori inglesi, quale il Nene, invece verranno prodotti su licenza in varie nazioni tra le quali gli Stati Uniti e l'URSS, dove venne utilizzato sul MiG-15.

## Classificazione
Esistono diversi tipi di motori a reazione, di seguito vengono elencati i principali:
| Tipo                                               | Descrizione |
| -------------------------------------------------- | --- |
| Motoreattore motoreactor                           | Motore a getto con compressore trascinato da un motore a pistoni. Vantaggi: semplicità di progetto. Svantaggi: bassa potenza, grande peso. |
| Turbogetto turbojet                                | Termine generico che descrive un semplice motore a reazione. Vantaggi: semplicità di progetto. Svantaggi: assenza di significativi miglioramenti di efficienza e potenza. |
| Turboventola turbofan                              | La potenza generata dai gas di scarico viene utilizzata per muovere una ventola anteriore. Vantaggi: più silenzioso grazie ad un flusso più voluminoso e una minor velocità totale dei gas di scarico. Più efficiente in un'ampia gamma di velocità subsoniche, e meno soggetto a FOD e danni da ghiaccio. svantaggi: maggior complessità (più alberi) e diametro del motore maggiore, data la necessità di contenere le pale. |
| Statoreattore ramjet                               | L'aria in ingresso viene compressa dalla velocità dell'aria in arrivo e dalla forma del condotto (divergente). Vantaggi: poche parti in movimento, sfruttabile da Mach 0,8 a Mach > 5, efficiente ad alta velocità (Mach > 2,0), è il più leggero di tutti i jet (rapporto spinta/peso fino a 30 a velocità ottimale). Svantaggi: deve avere un'elevata velocità iniziale per funzionare, inefficiente a basse velocità a causa dello scarso rapporto di compressione, progettazione difficoltosa per il prelievo di potenza per i dispositivi accessori. |
| Turboelica turboprop                               | La turbina viene utilizzata anche per muovere un organo propulsore (tipicamente un'elica). Vantaggi: alta efficienza nel campo del basso subsonico, alti valori di potenza per unità di peso. Svantaggi: limitata velocità massima (negli aeroplani), elevata rumorosità, complessità della trasmissione all'organo di propulsione, causa una consistente imbardata (negli aeroplani) in caso di avaria al motore. |
| Turboalbero turboshaft se installato su elicotteri | La turbina viene utilizzata anche per muovere un organo propulsore (tipicamente un'elica). Vantaggi: alta efficienza nel campo del basso subsonico, alti valori di potenza per unità di peso. Svantaggi: limitata velocità massima (negli aeroplani), elevata rumorosità, complessità della trasmissione all'organo di propulsione, causa una consistente imbardata (negli aeroplani) in caso di avaria al motore. |
| Propfan                                            | Il turbogetto muove un propulsore che, a differenza del turbofan, non è intubato. Vantaggi: maggiore efficienza nei consumi, in alcune configurazioni può essere meno rumoroso del turboventola e permettere velocità maggiori; si diffuse verso la metà degli anni ottanta. svantaggi: il suo sviluppo è rimasto limitato a causa dello scarso rendimento e, in alcuni casi, per problemi di rumorosità. |
| Pulsoreattore pulsojet                             | L'aria entra in un condotto divergente, la parte frontale della camera di combustione viene chiusa, viene iniettato il carburante, l'aria viene incendiata e i gas vengono espulsi dal lato posteriore. Vantaggi: disegno molto semplice, viene usato di solito nei modelli. Svantaggi: rumoroso e inefficiente (bassa compressione), funziona meglio in piccola scala. |
| Motore ad onda di detonazione                      | Simile al pulsoreattore, ma la combustione avviene per detonazione e non per deflagrazione, può o meno richiedere valvole. Vantaggi: massima efficienza teorica del motore. Svantaggi: estremamente rumoroso, parti soggette ad intensa fatica meccanica, difficile avviare la detonazione, non pratico per gli utilizzi attuali. |
| Integral rocket ramjet                             | Essenzialmente uno statoreattore nel quale l'aria in ingresso viene compressa e bruciata con lo scarico di un razzo. Vantaggi: velocità atmosferiche da Mach 0 a Mach 5 e più, nessun limite particolare alle velocità esoatmosferiche, buona efficienza fra Mach 2 e Mach 5. Svantaggi: efficienza simile ai razzi alle basse velocità o in esoatmosfera, difficoltà nell'ingresso dell'aria, tecnologia relativamente giovane e inesplorata, difficoltà di raffreddamento.                                                                              |
| SCRamjet                                           | L'aria in ingresso è compressa ma non rallentata al di sotto di velocità supersoniche, ingresso, combustione e scarico avvengono in un unico tubo con strozzatura. Vantaggi: può funzionare ad altissime velocità (Mach da 8 a 15). Svantaggi: ancora in fase di sviluppo, necessita di una grande velocità iniziale (più di Mach 6!), difficoltà di raffreddamento ed ingresso, difficoltà nelle fasi di collaudo. |
| Turborazzo turborocket                             | Viene aggiunto all'aria del comburente, come l'ossigeno, in modo da aumentare l'altitudine massima operativa Vantaggi: molto simile ai progetti attuali, funziona a varie altitudini e velocità. Svantaggi: velocità limitata a quelle del turbojet, il trasporto di ossidanti come il LOX può essere pericoloso. |

## Componenti principali
I componenti principali di un motore a getto sono generalmente sempre gli stessi per i diversi tipi di motore appena visti. Tra questi si possono elencare:
- Presa d'aria

Il compito della presa d'aria è quello di convogliare il flusso in modo uniforme e a bassa velocità al compressore (o al combustore nel caso dello statoreattore) senza provocare il distacco di strato limite (possibile perché con il rallentamento del flusso la pressione statica aumenta con il risultato di avere un gradiente di pressione avverso). Inoltre la presa dinamica deve essere progettata in modo da fornire al motore la portata richiesta ed in modo che all'uscita della il flusso che entra nel compressore sia uniforme, stabile e di buona qualità.
- Compressore

Il compressore è costituito da uno o da una serie di stadi, ossia di statori e rotori. Il compressore può essere centrifugo od assiale, nel primo caso il compressore utilizzerà la forza centrifuga per comprimere l'aria, nel secondo una girante con palettatura, il cui profilo è simile a quello alare ed utilizza lo stesso principio per comprimere il flusso.
- Albero

Trasporta la potenza dalla turbina al compressore o anche, eventualmente, al propulsore. Possono esserci anche più alberi coassiali, ruotanti a diverse velocità e che collegano diversi stadi della turbina e del compressore.
- Combustore o camera di combustione

È la camera in cui avviene la combustione stazionaria tra il combustibile nebulizzato iniettato nel bruciatore e l'aria compressa in arrivo dal compressore.
- Turbina

È l'organo che permette di estrarre energia dalla miscela di aria e gas combusti in uscita dal combustore così da poter "muovere" il compressore o, eventualmente, un fan di by-pass o un propulsore (turboelica o turboalbero). 
- Postbruciatore (opzionale, generalmente su aerei militari)

Un bruciatore aggiuntivo, posto a valle del primo, che permette di ottenere una spinta aggiuntiva bruciando la parte di gas ancora incombusti, nella fase di scarico.
- Ugello di scarico

L'aria, dopo aver ceduto parte della pressione e temperatura in turbina, viene espulsa nella parte posteriore del motore attraverso un ugello dove l'energia potenziale residua del fluido può essere trasformata in energia cinetica al fine di produrre una spinta netta.
- Ugello supersonico

L'aria che passa all'interno del motore deve necessariamente essere rallentata fino a velocità subsoniche per essere efficacemente riscaldata in camera di combustione. In caso di velocità di crociera supersoniche l'aria in uscita dal motore deve dunque essere accelerata nuovamente in un ugello supersonico di forma convergente-divergente, detto ugello de Laval, al fine di trasformare tutta l'energia potenziale del fluido.